# Дневники вампира (сезон 1)
Первый сезон американского телесериала «Дневники вампира», премьера которого состоялась на телеканале The CW 10 сентября 2009 года и собрала аудиторию в 4,91 миллионов зрителей. При добавлении DVR, рейтинги пилотного эпизода увеличились до официальных 5,7 миллионов зрителей.

## Сюжет
Действие сериала происходит в Мистик Фоллс, штат Вирджиния, вымышленном маленьком городке, который преследуют сверхъестественные существа. Основное внимание в шоу уделяется любовному треугольнику между героями Еленой Гилберт (Нина Добрев) и братьями-вампирами Стефаном (Пол Уэсли) и Дэймоном Сальваторе (Иэн Сомерхолдер).
Елена переживает смерть родителей, она и Стефан чувствуют особую близость и влюбляются друг в друга, Дэймон, брат-психопат Стефана, одержим идеей освободить из склепа свою возлюбленную Кэтрин — двойника Елены. Бонни, лучшая подруга Елены и ведьма, вместе со своей бабушкой снимают заклятье с церковного склепа, не дающего вампирам, погребённым там в 1864 году, выбраться на свободу. В ходе развития действия выясняется, что Кэтрин в этом склепе нет и никогда не было, во время облавы семей-основателей она сумела освободиться.
Интриганка и психопатка, вампирша Кэтрин крутила романы с обоими братьями, но по-настоящему была одержима Стефаном, влечение которого к ней поддерживалось лишь гипнозом. Чувства Дэймона были реальными, ему Кэтрин никогда ничего не внушала, все прошедшие годы он винит брата в том, что сомнения в чудовищной сущности всех вампиров, высказанные Стефаном в разговоре с отцом, навлекли подозрения на Кэтрин и стали причиной ее ареста. В попытках освободить Кэтрин по пути в церковь, где планировалось сжигание вампиров, в Дэймона и Стефана стреляет их отец, один из основателей города и инициатор охоты на вампиров. Братья умирают с кровью Кэтрин внутри, начинается процесс превращения. Дэймон считает Кэтрин погибшей и решает, что ему незачем жить. Стефан приходит к отцу проститься, тот называет его монстром, завязывается ссора в ходе которой Стефан случайно ранит отца и не может устоять против человеческой крови. Он убивает отца и завершает процесс превращения. У Стефана проблемы с вампирским самоконтролем, он — потрошитель.
Стефан не представляет вечности без своего брата, он заставляет Дэймона обратиться в вампира. Именно Стефан запускает годы одиночества, убийств, раскаяния и боли, Дэймон этого поступка простить не может, как и примириться с тем, что Кэтрин выбрала не его.
Кэтрин жива, и у неё есть собственные планы и на Стефана, и на Елену.

## Производство
Первоначально Кевин Уильямсон был мало заинтересован в разработке сериала, находя сюжет слишком похожим на другие сказки о вампирах. Тем не менее по настоянию Джули Плек он прочитал романы, которые его заинтересовали. Уильямсон заявил, что в центре внимания шоу будет история города, а не средняя школа.
6 февраля 2009 года стало известно, что The CW дал зелёный свет пилотной серии «Дневников вампира» с Уильямсоном и Джули Плек в качестве главных сценаристов и исполнительных продюсеров. 19 мая 2009 года сериал был официально заказан на сезон.
Пилотный эпизод был снят в Ванкувере, Британская Колумбия, а остальные эпизоды были сняты в городе Ковингтон, штат Джорджия, который является дубликатом вымышленного городка Мистик Фоллс, штат Вирджиния, и в ряде других общин по всей Атланте.

## В ролях

Постер к первому сезону телесериала с основным актёрским составом.

### Основной состав
- Нина Добрев — Елена Гилберт / Кэтрин Пирс
- Пол Уэсли — Стефан Сальваторе
- Иэн Сомерхолдер — Дэймон Сальваторе
- Стивен Р. Маккуин — Джереми Гилберт
- Сара Каннинг — Дженна Соммерс
- Катерина Грэм — Бонни Беннет / Эмили Беннет
- Кэндис Аккола — Кэролайн Форбс
- Зак Рериг — Мэтт Донован
- Кайла Юэлл — Викки Донован 1
- Майкл Тревино — Тайлер Локвуд
- Мэттью Дэвис — Аларик Зальцман 2

| - Малис Джау — Анна - Маргарит Макинтайр — шериф Элизабет «Лиз» Форбс - Роберт Пралго — мэр Ричард Локвуд - Келли Ху — Перл - Сьюзан Уолтерс — Кэрол Локвуд - Крис Дж. Джонсон — Логан Фелл - Жасмин Гай — Шейла Беннет - Дэвид Андерс — Джон Гилберт - Стерлинг Сулейман — Харпер - Крис Уильям Мартин — Зак Сальваторе - Бьянка Лоусон — Эмили Беннет - Мелинда Кларк — Келли Донован - Миа Киршнер — Изабель Флемминг | - Бенджамин Айрес — Уильям Таннер - Шон Фэрис — Бен Маккиттрик - Стивен Мартинес — Фредерик - Джеймс Ремар — Джузеппе Сальваторе - Ариэль Кеббел — Лекси Брэнсон - Джина Торрес — Бри - Брэндон Куинн — Ли - Диллон Кейси — Ной - Аманда Детмер — Труди Питерсон - Спенсер Лок — Эмбер Брэдли - Майк Эрвин — Чарли |

- ↑ Примечание 1: Кайла Юэлл присутствовала в титрах среди главных героев до 8 эпизода. Начиная с 9 эпизода её имя отсутствует в титрах.
- ↑ Примечание 2: Мэттью Дэвис числится среди главных героев с 14 эпизода. С 9 по 13 эпизод он был приглашённым актёром.

## Эпизоды
| № общий | № в сезоне | Название                                             | Режиссёр         | Автор сценария                                | Дата премьеры    | Зрители в США (млн) |
| --- | ---------- | ---------------------------------------------------- | ---------------- | --------------------------------------------- | ---------------- | ------------------- |
| 1 | 1          | «Пилотная серия» «Pilot»                             | Маркос Сига      | Кевин Уильямсон и Джули Плек                  | 10 сентября 2009 | 4,91                |
| Спустя четыре месяца после страшной автокатастрофы, убившей их родителей, семнадцатилетняя Елена Гилберт и её пятнадцатилетний брат Джереми пытаются привыкнуть к новой жизни. Теперь она с братом живет с тётей Дженной, искренне заботящейся о них. Елена немного приходит в себя, общаясь со своей лучшей подругой Бонни и бывшим парнем Мэттом, в то время Джереми находит утешение в наркотиках и пытается выяснить, почему сестра Мэтта, Вики, променяла его на его злейшего школьного врага — Тайлера. В город возвращается вампир Стефан Сальваторе, который не пьет человеческую кровь и пытается вести обычную жизнь. На вечеринке на Вики нападает брат Стефана Дэймон. Стефан возвращается домой и застает там своего брата Дэймона, которого он не видел 15 лет, и который тоже вампир. Он насмехается над Стефаном из-за того, что тот пытается забыть о своем наследии. Дэймон винит Стефана за грехи прошлого и обещает испортить ему жизнь. Возможно, дело в том, что Елена очень похожа на ту, которую Стефан и Дэймон любили столетие назад. |            |                                                      |                  |                                               |                  |                     |
| 2 | 2          | «Ночь кометы» «Night of the Comet»                   | Маркос Сига      | Кевин Уильямсон и Джули Плек                  | 17 сентября 2009 | 3,78                |
| Вики поправляется в госпитале после атаки, которую она с трудом помнит. Стефан приходит в госпиталь, чтобы, используя свои способности, внушить Вики, что она ничего не помнит. Однако его присутствие в больнице замечает брат Вики Мэтт. На родительском собрании мистер Таннер даёт понять Дженне, что она плохо справляется с обязанностями опекуна, особенно когда речь заходит о Джереми. Елена решает пойти в дом Сальваторе, чтобы поговорить со Стефаном, однако вместо него она встречает его брата Дэймона. Он рассказывает Елене о любви Стефана к Кэтрин, и когда Стефан приезжает домой, Елена со смущением понимает, что он не рад её визиту. Между тем к Вики начинает возвращаться память о том зловещем происшествии. |            |                                                      |                  |                                               |                  |                     |
| 3 | 3          | «Вечер пятницы кусается» «Friday Night Bites»        | Джон Дал         | Барби Клигман и Брайан М. Холдман             | 24 сентября 2009 | 3,81                |
| Елена пытается проигнорировать предупреждения Бонни о тревожащих её вибрациях, которые исходят от Стефана. Тайлер пытается смутить Стефана, бросая в него футбольный мяч, но Стефан легко ловит и пасует мяч назад, производя на всех впечатление своими умениями. Дэймон берёт Кэролайн под ментальный контроль. Таннер неохотно позволяет Стефану присоединиться к футбольной команде. Елена приглашает Стефана и Бонни на обед, надеясь, что они наладят отношения, но идиллия вечера разрушена неожиданным появлением Дэймона и Кэролайн. И, наконец, город потрясен актом насилия. Стефан, пытаясь достучаться до человеческой сущности брата, провоцирует его на убийство Таннера. |            |                                                      |                  |                                               |                  |                     |
| 4 | 4          | «Семейные узы» «Family Ties»                         | Гай Ферланд      | Андрей Крейсбург и Брайан Янг                 | 1 октября 2009   | 3,53                |
| Елена просит Стефана сопровождать её на ежегодную вечеринку, посвящённую основателям города. Вики вынуждает Тайлера пригласить её на праздник, а затем обвиняет его, что он скрывает их отношения от семьи. Зак раскрывает важный семейный секрет Стефану: он тайно выращивает вербену, помогающую ослабить силу вампира. Стефан, по совету Зака, подливает вербену в бокал к Дэймону, но тот понимает его замысел. На вечеринке Дэймон рассказывает Елене историю о прошлом семьи Сальваторе, оставляя Елену с вопросами, на которые Стефан отказывается отвечать. Елена замечает на теле Кэролайн множество укусов. Она рассказывает обо всем Стефану, но приходит в ужас, когда понимает, что он об этом знает. Стефан обещает ей разобраться. Он подливает Кэролайн в бокал вербену. Дэймон выпивает её кровь и на время теряет силы. Стефан и Зак закрывают его в подвале своего дома. А в это время потомки основателей города понимают, что в город вернулись вампиры. |            |                                                      |                  |                                               |                  |                     |
| 5 | 5          | «Для меня ты вампир» «You’re Undead to Me»           | Кевин Брэй       | Шон Рейкрафт и Габриэль Стэнтон               | 8 октября 2009   | 3,52                |
| Стефан надеется, что его план избавления от Дэймона работает. Елена и Дженна беспокоятся об отношениях Джереми и Вики. Стефан решает открыть часть своего прошлого Елене. Бонни удивлена своими способностями, о которых ранее не знала, она решает посоветоваться со своей бабушкой Шилой. Стефан назначает Елене свидание. В баре их видит незнакомец, который говорит, что Стефан за длительное время совсем не изменился. Елена пытается выяснить, что это значит. Незнакомец рассказывает, что знал Стефана раньше, в 1953 году, когда у того дядю загрыз зверь. Вики предлагает Джереми присоединиться к вечеринке на кладбище, тот отказывается и уходит. Вики не нравится, что Джереми хочет изменить её. В это время Дэймон, используя остатки силы, зовёт Кэролайн освободить его. Она приходит и открывает дверь. Зак не успевает помешать ей, и Дэймон на него нападает. Ему приходится передвигаться ночью, так как Стефан забрал у него кольцо, защищающее от воздействия солнечных лучей. Стефан хочет найти Дэймона, понимая, что грядут новые жертвы, но в дверях сталкивается с Еленой, которая требует объяснений. |            |                                                      |                  |                                               |                  |                     |
| 6 | 6          | «Потерянные девушки» «Lost Girls»                    | Маркос Сига      | Кевин Уильямсон и Джули Плек                  | 15 октября 2009  | 3,88                |
| Стефан рассказывает Елене историю семьи Сальваторе, начавшуюся в 1864 году. В ретроспективных сценах Стефан объясняет, как началась его конкуренция с Дэймоном. Он подробно рассказывает Елене о Кэтрин. О том, что та, будучи вампиром, хотела обладать сразу двумя братьями. Шериф Форбс и мэр Локвуд предпринимают шаги, чтобы защитить город. С помощью часов родителей Елены они собирают компас, указывающий на вампира. Чтобы восстановить силы Дэймон ночью на кладбище нападает на компанию Вики, и, чтобы скрыть улики, сжигает тела. Обнаружив, что Вики ещё жива, Дэймон обращает её в вампира. Вики не понимает, что с ней происходит. Она приходит к Джереми. Стефан, увидев и поняв, что случилось с Вики, объясняет Елене, что для полного превращения необходимо выпить кровь человека. Едва не укусив Джереми Вики убегает от них. Стефан находит её на кладбище, но репортёр Логан, нашедший их с помощью компаса, стреляет в него деревянными пулями. Неожиданное появление Дэймона спасает Стефана. Логан погибает. Елена обещает Стефану сохранить его тайну, но быть с ним вместе она не может. |            |                                                      |                  |                                               |                  |                     |
| 7 | 7          | «Преследуемые» «Haunted»                             | Эрнест Дикерсон  | Кевин Уильямсон, Джули Плек и Эндрю Крейсберг | 29 октября 2009  | 4,18                |
| Хэллоуин в Мистик-Фоллс. Поведение Вики становится более опасным и агрессивным. Стефан запирает её у себя дома, пытается объяснить, как жить без человеческой крови. Елена пытается убедить Джереми избегать Вики. Кэролайн даёт Бонни кулон, который она взяла у Дэймона, к костюму на Хэллоуин, и когда Дэймон пытается забрать его, то сильно обжигается. Бонни обсуждает инцидент с Грэммс, узнает больше о прошлом своей семьи. Оказывается, этот кулон принадлежал прапрапрабабушке Бонни, самой сильной ведьме в роду. Вики сбегает от Стефана и направляется на Хэллоуин. Стефан и Елена отправляются на её поиски. Дэймон в баре знакомится с женой мэра. На ней амулет с вербеной, защищающий от чар вампира, но, используя своё природное обаяние, Дэймон узнаёт про существование Совета города и про то, что Зак входил в этот совет. Дэймон обещает жене мэра вербену. Вики звонит Джереми, встречается с ним на вечеринке и предлагает ему вечную жизнь. Парень не понимает, что она говорит буквально, и соглашается. Подоспевшая Елена спасает брата, но Вики нападает на неё. Стефан, чтобы спасти Елену, втыкает в Вики кол. Стефан звонит Дэймону и просит помощи. Дэймон заметает следы, а потом, по просьбе Елены, стирает память у Джереми о случившемся. Елена говорит Стефану, что тоже хотела бы всё забыть, но чувство к нему настолько сильно, что она не в силах от него отказаться. |            |                                                      |                  |                                               |                  |                     |
| 8 | 8          | «162 свечи» «162 Candles»                            | Рик Бота         | Барби Клигман и Габриэль Стэнтон              | 5 ноября 2009    | 4,09                |
| Елена и Дженна удивлены изменениями в поведении Джереми. Тот стал учиться и бросил наркотики. Елена благодарна Дэймону, но чувствует какой-то подвох. Бонни рассказывает Елене, что она ведьма. Стефана ждет сюрприз на день рождения, его неожиданно посещает подруга-вампир Лекси. Лекси пытается уговорить Стефана уехать из Мистик-Фоллс. Он рассказывает ей про Елену. Когда девушки неожиданно встречаются в доме у Стефана, то Лекси поражена сходством Елены и Кэтрин. Дэймон предлагает Стефану и Лекси пойти на вечеринку в бар. Они соглашаются. На вечеринке Елена общается с Лекси. Та рассказывает ей о себе и советует не противиться чувству к Стефану, если оно настоящее. Дэймон настаивает, чтобы Кэролайн забрала медальон у Бонни. Но у Кэролайн ничего не получается, так как медальон нашёл свою законную владелицу. Дэймон оскорбляет Кэролайн. Та напивается от горя и просит Мэтта увезти её домой. Дэймон предлагает помощь шерифу Форбс в поисках вампира. Он нападает на пару подростков. Убивает парня, а девушке внушает, что её друга убила Лекси. Шериф хватает Лекси, а Дэймон убивает её. Стефан и Елена становятся свидетелями происходящего, и Стефан твёрдо уверен, что надо остановить брата. Бонни во сне посещают видения о происходящем в Мистик-Фоллс. |            |                                                      |                  |                                               |                  |                     |
| 9 | 9          | «Повторение истории» «History Repeating»             | Маркос Сига      | Брайан Холдман и Брайан Янг                   | 12 ноября 2009   | 4,10                |
| Таинственный новый учитель истории Аларик Зальцман появляется в школе. Он даёт Джереми шанс исправиться и даёт задание — написать реферат, связанный с историей города. Джереми начинает изучать историю их семьи. Джереми знакомит Аларика со своей тётей Дженной. Бонни не отпускают видения о ведьме Эмили Беннет, её предке. Дэймон преследует её, требуя отдать медальон. Бонни очень напугана и пытается избавиться от медальона, но он волшебным образом снова возвращается к ней. Стефан пытается выведать у Дэймона, что же на самом деле привело его в Мистик-Фоллс. Дэймон рассказывает ему, что Кэтрин, на самом деле, не сгорела в церкви, а заточена вместе с остальными вампирами, которых должны были сжечь, в гробнице, находящейся под церковью. В обмен на спасение рода Беннет, ведьма Эмили спасла тогда Кэтрин. В заклинании Эмили использовала силу кометы и теперь, когда комета вновь вернулась, есть возможность освободить Кэтрин. Стефан пытается убедить брата, что Кэтрин внушила им любовь, а сама ничего при этом к ним не испытывала. Елена, Бонни и Кэролайн устраивают спиритический сеанс. К ним является Эмили и вселяется в тело Бонни. Елена понимает, что произошло и звонит Стефану. Он рассказывает ей, что Эмили была служанкой Кэтрин. Он расспрашивает Елену, куда могла направиться Эмили. Елена вспоминает, что Бонни рассказывала ей о разрушенной церкви, которую видела во сне. Стефан узнает это место. Эмили приходит к разрушенной церкви и начинает приготовления к магическому ритуалу. Дэймон требует от неё выполнения обещания, данного ею 145 лет назад, но Эмили отказывается его выполнять, мотивируя тем, что при освобождении Кэтрин освобожденными окажутся и другие вампиры, чего она не может допустить. Магическим ритуалом Эмили уничтожает медальон и покидает тело Бонни. Дэймон в ярости нападает на Бонни, но Стефан вмешивается и исцеляет её с помощью своей крови. Елена признаётся Стефану в любви, но он считает, что им с братом следует уехать из Мистик-Фоллс. Отношения Мэтта и Кэролайн начинают стремительно развиваться. К Дженне приходит исчезнувший Логан, но она не пускает его в дом. |            |                                                      |                  |                                               |                  |                     |
| 10 | 10         | «Переломный момент» «The Turning Point»              | Дж. Миллер Тобин | Кевин Уильямсон, Джули Плек и Барби Клигман   | 19 ноября 2009   | 3,57                |
| Логан Фелл, ставший вампиром, пытается проникнуть к Дженне в дом, но она не впускает его. Он начинает убивать мирных жителей. Дэймону звонит шериф Форбс и просит его помочь в поиске и поимке вампира. Братья не понимают, кто убивает людей и решают остаться, чтобы выяснить это. После прочтения одного из дневников, оставленных Джонатаном Гилбертом, его предком, Джереми вновь начинает рисовать — хобби, которое он забросил после гибели родителей. К удивлению друзей Мэтт и Кэролайн продолжают быть вместе. Джереми пытается подружиться с Тайлером. Во время неловкой сцены между ним, мэром Локвудом и Тайлером на его защиту встает Аларик. Дэймон с помощью Кэролайн выслеживает Логана. Тот стреляет в него деревянными пулями и требует рассказать, каким образом Стефан и Дэймон могут свободно находиться на солнце. Дэймон же, в свою очередь, пытается выведать кто обратил Логана в вампира. Ничего не узнав от Дэймона, Логан приходит в школу. Стефан предупреждает об этом Елену. Кэролайн, поругавшись с матерью, возвращается домой. Логан предлагает подвезти её, это видит Мэтт, о чем и рассказывает Стефану, ищущему Логана. Братья выслеживают его. Стефан увозит Кэролайн домой, а Дэймон, уже готовый убить Логана, узнает, что не один он хочет освободить вампиров из склепа. Дэймон отпускает Логана. Когда приезжает шериф, то Дэймон изображает из себя жертву. Он собирается встретиться с Логаном возле старой церкви, но того убивает Аларик, который оказывается охотником на вампиров. Стефан и Елена пытаются разобраться в своих отношениях. Елена признаётся Стефану в любви и говорит, что не намерена отступать. Они проводят ночь вместе, после чего Елена, осматриваясь в комнате Стефана, находит фотографию Кэтрин. Она, пораженная их сходством, сбегает от Стефана. По дороге домой она попадает в аварию, сбив вампира. |            |                                                      |                  |                                               |                  |                     |
| 11 | 11         | «Кровные узы» «Bloodlines»                           | Дэвид Барретт    | Кевин Уильямсон, Джули Плек и Шон Рейкрафт    | 21 января 2010   | 3,68                |
| Вампир уже готов напасть на Елену, но подоспевший Дэймон отпугивает его. Елена просыпается в машине Дэймона. Он говорит, что они едут в Джорджию навестить старого друга. Исследуя исторические бумаги в публичной библиотеке, Джереми встречает милую и умную девушку по имени Анна, у которой есть собственные теории о вампирах и их роли в истории Мистик-Фоллс. Стефан в панике от того, что Елена находится с Дэймоном. Он просит Бонни с помощью её дара найти Елену, но у неё ничего не получается. Грэммс говорит, что только преодолев свои страхи, Бонни сможет снова использовать магию. В Джорджии Елена знакомится с одной из подружек Дэймона — ведьмой Бри. Они весело проводят время. Дэймон хочет выведать у Бри, есть ли ещё какой-нибудь способ освободить Кэтрин. В это время Бонни направляется к разрушенной церкви, где проваливается под землю и слышит вампиров, запертых в гробнице. Стефан приходит к Грэммс, чтобы узнать куда подевалась Бонни. Грэммс знает, что Стефан вампир, но она верит, что он хочет помочь. Стефан спасает Бонни из подземелья и приводит к Грэммс. Оказывается, в 1969 году, они были неплохо знакомы. Грэммс говорит, что ценит Стефана, но если встанет выбор между ним и её семьёй, то она выберет семью. В Джорджии на Елену нападает вампир, но она всего лишь приманка. Это парень убитой Лекси и Бри хотят отомстить Дэймону. Елена молит его не убивать Дэймона во имя любви к Лекси. Он щадит Дэймона. Дэймон понимает, что это Бри навела на него вампира. Он убивает её, но перед смертью она рассказывает ему о книге заклинаний Эмили. По возвращении домой Елена встречается со Стефаном и просит рассказать ей всю правду. Стефан рассказывает, что её удочерили и что именно он вытащил её из воды во время аварии, в которой погибли её приёмные родители. Также он говорит, что Елена — полная противоположность Кэтрин, что он любит именно её, а не гоняется за призраками, как Дэймон. В баре Аларик видит Дэймона и понимает, что это именно он убил его жену. |            |                                                      |                  |                                               |                  |                     |
| 12 | 12         | «Нехороший город» «Unpleasantville»                  | Лиз Фридлендер   | Барби Клигман и Брайан Янг                    | 28 января 2010   | 3,71                |
| В городе появляются новые ребята. Джереми получает «отлично» за свой реферат и по просьбе Аларика отдаёт ему дневник Джонатана Гилберта. Джереми настойчиво преследует Анна, которая оказывается вампиром, ищущим дневник Гилберта. Пока Стефан и Дэймон пытаются выяснить личность нового вампира в городе, Стефан дает Елене драгоценности с вербеной, чтобы защитить её семью и друзей. Мэтт устраивается на работу в бар Мистик Гриль. Их отношения с Кэролайн переходят на новый уровень. Дэймон хочет наладить отношения с Бонни, но она не принимает этого. Бен, бывшая школьная звезда футбола, заступается за Бонни. В школе Мистик-Фоллс очередной тематический вечер — 50-е года. Для защиты от неизвестного вампира Дэймон и Стефан сопровождают Елену на танцы, Аларик знакомится с Дэймоном. В школе новый вампир нападет на Елену, но братья успевают её спасти. Они пытают его, пытаясь выяснить, что он делает в городе. Он говорит, что не только они одни знали Кэтрин, что в дневнике Гилберта содержатся подсказки, для освобождения вампиров из склепа. Стефан хочет помочь Дэймону освободить Кэтрин, если тот пообещает, что они потом покинут Мистик-Фоллс. Стефан делится с Еленой, что это всего лишь уловка. Он не верит в добрые намерения Кэтрин. Дженна рассказывает Елене, что её мать зовут Изабель. Бен встречается с Анной и они начинают охоту на Бонни. |            |                                                      |                  |                                               |                  |                     |
| 13 | 13         | «Дети проклятых» «Children of the Damned»            | Маркос Сига      | Кевин Уильямсон и Джули Плек                  | 4 февраля 2010   | 3,99                |
| Выявляется больше тайн семьи Сальваторе. Во флешбэках Стефан и Дэймон вспоминают давние действия горожан, включая их отца — Джузеппе Сальваторе, которые привели к ужасающим последствиям и расколу в их семейных отношениях. Кэтрин, как родственница жила в семье Сальваторе. Её и её подругу Перл поймали и хотели сжечь из-за неосторожности Стефана. Тот поделился своими сомнениями насчёт вампиров с отцом, и тот понял, что всё дело в Кэтрин. Напоив сына вербеной, ему удалось обнаружить в ней вампира. А в настоящем, встреча Бонни с Беном принимает пугающий оборот. Бонни понимает, что перед ней вампир, и Бен похищает её. Елена, Стефан и Дэймон решили объединиться для поисков дневника Гилберта. Джереми рассказывает, что отдал дневник учителю. Стефан приходит за дневником, но уже поздно, Анна забрала его. Стефан знакомится с Алариком и просит его быть осторожней с Дэймоном. Аларик передаёт Стефану копию дневника Гилберта, прочитав который Стефан выясняет, что книга Эмили с заклинаниями захоронена вместе с телом его отца. Анна встречается с Джереми в баре, где за ними наблюдает Дэймон. Он узнает в ней вампира — дочь Перл, подруги Кэтрин. Анна рассказывает ему, что Гилберт отдал книгу Эмили с заклинаниями Сальваторе. Стефан предлагает Елене достать книгу без Дэймона. Но Дэймон, также решивший самостоятельно найти книгу заклинаний, застаёт их за раскопкой могилы, угрожая Елене, он требует отдать ему книгу. Стефан сдаётся. Джереми приглашает Анну в дом, и она похищает Елену. |            |                                                      |                  |                                               |                  |                     |
| 14 | 14         | «Обманув однажды...» «Fool Me Once»                  | Маркос Сига      | Бретт Конрад                                  | 11 февраля 2010  | 3,51                |
| Стефан спасает Елену и Бонни от Бена. Джереми зовёт Анну на вечеринку на кладбище, недалеко от заброшенной церкви, где Бен оглушает Джереми. Анна предполагает с помощью Джереми повлиять на решение Стефана. Елена и Стефан решают открыть гробницу, где находятся заточённые вампиры. Елена просит Дэймона довериться ей. Бонни и Грэммс открывают склеп. Дэймон берёт Елену в заложники, чтобы ведьмы не захлопнули склеп у него за спиной. Стефан, защищая Джереми, убивает Бена. Ведьмы Беннет в силах лишь временно открыть гробницу, но не снять проклятие. Вампир может только войти, но не выйти. Дэймон обнаруживает отсутствие Кэтрин в гробнице. Анна приникает внутрь гробницы, находит свою мать и возвращает её к жизни с помощью крови Елены. Стефан, слыша крик Елены, бросается ей на помощь. Ведьмы открывают выход из гробницы, Елена, вернувшись за Дэймоном, заставляет его покинуть гробницу, пока ещё есть такая возможность. Выйдя, он набрасывается на Анну, которая рассказывает, что Кэтрин изначально не было в гробнице, но Дэймон отказался бы помогать, если бы знал это. Охранник в церкви, влюблённый в Кэтрин, освободил её. Также Анна рассказала, что Кэтрин никогда не любила Дэймона, а просто играла им как и всеми другими своими поклонниками. Грэммс умирает. |            |                                                      |                  |                                               |                  |                     |
| 15 | 15         | «Несколько хороших людей» «A Few Good Men»           | Джошуа Батлер    | Брайан Янг                                    | 25 марта 2010    | 3,33                |
| Мэтт и Кэролайн удивлены внезапным появлением матери Мэтта — Келли. У Кэролайн и Келли не складываются отношения из-за разногласий в прошлом матери Кэролайн и Келли. Стефан и Елена обеспокоены новым настроем Дэймона. Он пытается забыться в выпивке и девушках. Шериф Форбс просит Дэймона принять участие в благотворительном аукционе, лотами которого являются самые завидные холостяки Мистик-Фоллс. Дэймон соглашается, но взамен просит шерифа найти ему информацию об учителе истории. Аларик узнаёт от Дженны, что мать Елены и его жена - один и тот же человек. Во флэшбеках Аларик вспоминает Изабель, её увлечение изучением вампиров. Стефан пытается добиться от Дэймона информации об Изобель. Елена находит подругу Изабель — Труди и приезжает к ней в надежде узнать что-либо о своей матери. Оказывается, что та знает о вампирах, использует вербену. Елену преследует человек, который требует прекратить поиски её матери. На аукционе Дэймон высмеивает чувства Аларика к жене у всех на глазах, и Елена понимает, что именно Дэймон убил её биологическую мать. Аларик намеревается убить Дэймона, но Дэймон опрежает его, рассказав о том перед этим, что Изабель сама нашла его и попросила обратить её в вампира. Когда Стефан находит тело Аларика, тот оживает. От смерти его защитил перстень, который подарила ему Изабель. Вампиры, освободившиеся из склепа, под предводительством Перл собираются в доме за городом. |            |                                                      |                  |                                               |                  |                     |
| 16 | 16         | «По соседству» «There Goes The Neighborhood»         | Кевин Брэй       | Брайан О и Эндрю Чемблисс                     | 1 апреля 2010    | 2,80                |
| Бонни и её бабушка оставили открытой дверь в гробницу, где 150 лет были заперты 27 вампиров. Теперь бывшие заключённые гробницы под старой разрушенной церковью стали свободными. Они постепенно привыкают к новому миру. Перл без приглашения приходит в дом Дэймона, она рассказывает ему, что некоторые вампиры поселились в доме за городом. Остальные выживают поодиночке, оставшись в лесу или покинув город. Перл знает, что в Мистик-Фоллс есть секретный совет, куда входит Дэймон. Она требует, чтобы Дэймон рассказал ей всё, что знает совет, начиная с имён семей, которым он дал вербену. В награду она предлагает ему помощь в поиске Кэтрин. Некоторым из выживших вампиров надоело сидеть в доме, они выходят в город. Елена приглашает Стефана пойти на двойное свидание с Мэттом и Кэролайн в бар Мистик Гриль. Там один из освободившихся из гробницы вампиров называет Елену именем Кэтрин. Дэймон заводит разговор с мамой Мэтта, он ведёт её в свой дом. Дженна встречается со своей подружкой Келли, матерью Мэтта. В дом Сальваторе врываются одни из новоприбывших вампиров. Они нападают на Стефана и Дэймона во время их разговора. Братья убивают одного вампира и сжигают его в огне, другому удалось убежать. Мэтт застаёт свою мать, целующуюся с Дэймоном, и ссорится с ней. Джереми, рискуя своей жизнью, раскрывает сущность Анны, он специально режет себе руку на кухне и даёт ей выпить своей крови. Анна признаётся Джереми, что тот ей нравится. Джереми хочет, чтобы Анна обратила его в вампира. |            |                                                      |                  |                                               |                  |                     |
| 17 | 17         | «Впусти того, кто тебе нужен» «Let the Right One In» | Деннис Смит      | Джули Плек и Брайан Янг                       | 8 апреля 2010    | 3,48                |
| В Мистик-Фоллс новый день начался с непрекращающегося ливня. Фредерик снова хочет снова выйти в город, несмотря на неудачную попытку проникновения в дом Сальваторе. Перл приказывает всем учиться сдерживать свои эмоции. Елена приходит в дом Сальваторе и ругается с Дэймоном из-за того, что он обратил в вампира её мать - Изабель. Джереми продолжает уговаривать Анну обратить его в вампира, она отказывает ему, но после ссоры со своей мамой - Перл она меняет своё решение и соглашается. Машина Кэролайн застряла в грязи возле дороги, она пытается позвонить, но нет сигнала сети. Выйдя из машины в поисках сигнала, она поскальзывается и скатывается вниз к реке, где на склоне находит закопанный труп Вики. Вампиры из гробницы, ослушавшись Перл, выходят на дневную охоту, в их руки попадает Стефан, который также вышел на охоту за кровью животных, чтобы восстановить свои силы. Вампиры пытают Стефана в доме, в котором они остановились, не посвящая в свои планы Перл. Мэтт в разговоре с мамой уговаривает её остаться в Мистик-Фоллс. Елена и Дэймон просят помощь в спасении Стефана у Аларика, он соглашается. Аларик, притворившись, что его машина сломалась и ему нужно позвонить, заходит в дом, где держат Стефана. С его помощью туда входит Дэймон, который с помощью Елены, спасает Стефана. Отправив Елену и Стефана к машине, Дэймон и Аларик отбиваются от вампиров, но тех слишком много. Неожиданное появление Перл помогает им. При попытке побега на Стефана и Елену нападает Фредерик, но Стефан очень ослаблен. Чтобы он смог защищаться, Елена заставляет Стефана выпить её кровь. Мэтт узнаёт о найденном трупе Вики. Дэймон возвращается домой, и находит Стефана, выпившего большое количество крови, украденной Стефаном в госпитале. Джереми узнаёт, что Вики мертва, о чем рассказывает Анне, которая понимает, что он хотел обратиться в вампира только потому, что этим желанием двигала любовь к Вики. |            |                                                      |                  |                                               |                  |                     |
| 18 | 18         | «Под контролем» «Under Control»                      | Дэвид фон Энкен  | Барби Клигман и Энрю Чемблисс                 | 15 апреля 2010   | 3,15                |
| Дэймон застает брата пьющим человеческую кровь в больших количествах. Стефан пытается контролировать жажду, которая проснулась в нём после того, как он выпил кровь Елены. В город возвращается Джон Гилберт – дядя Елены и Джереми, объяснив, что у него есть дела в Мистик-Фоллс и ему придётся задержаться в городе на некоторое время. Его визитом удивлена вся семья Гилбертов. Выясняется, что он является одним из членов совета основателей Мистик-Фоллс. На собрании совета Джон рассказывает несколько плохих новостей: за последние две недели в госпиталях было совершено несколько краж донорской крови, также пропали 7 охотников, 4 туриста и двое государственных служащих, и всё это совершалось вблизи Мистик-Фоллс. Он даёт понять совету, что город всё ещё находится под угрозой. Аларик показывает Елене реферат, написанный Джереми. Она заводит с Джереми разговор о вампирах, но попытка успокоить брата терпит неудачу. Джереми находит дневник Елены и, прочитав его, узнаёт всю скрытую от него правду. В городе проводится приём в честь Дня Основателей, Стефан утоляет жажду крови с помощью больших доз алкоголя, чем он приводит в замешательство всех окружающих. На вечеринке Мэтт становится свидетелем того, как Тайлер целуется с его матерью, Мэтт расценивает это как предательство. Келли уезжает домой в слезах, просит у сына прощения, но Мэтт просит её покинуть город, понимая, что измениться она не сможет. Дэймон встречается с Джоном Гилбертом и пытается выяснить, зачем он вернулся в город. Джон даёт ему понять, что он знает все тайны Мистик-Фоллс и его жителей. Узнав это, Дэймон убивает его, но Джон оживает благодаря кольцу, такому же, как у Аларика. Выясняется что, у Джона было два кольца, которые принадлежали его предкам, одно было у него, а другое он отдал Изабель. Он признаётся в том, что это он направил Изабель к Дэймону, и что он знает про Кэтрин. Жажда крови берёт верх над Стефаном и он снова начинает пить человеческую кровь. |            |                                                      |                  |                                               |                  |                     |
| 19 | 19         | «Мисс Мистик Фолс» «Miss Mystic Falls»               | Маркос Сига      | Брайан О и Кэролайн Драйз                     | 22 апреля 2010   | 3,33                |
| В честь Дня Основателей в городе будет проходить конкурс красоты «Мисс Мистик-Фоллс», в котором будут принимать участие Елена, Кэролайн, а также другие городские девушки. Приехав в школу на своей машине, Стефан говорит Елене, что с ним всё в порядке и жажды больше нет. Но сказанное им - неправда, в багажнике машины находится кровь, украденная им из банка крови предыдущей ночью. Шериф Форбс сообщает Дэймону о новом ограблении банка крови. Джон объединяется с Дэймоном, теперь они вместе будут искать преступника. Анна приходит к Дэймону извиниться за вред, причинённый Стефану вампирами. Дэймон пытается узнать, пьёт ли Стефан человеческую кровь, но тот это отрицает. Дэймон ему не верит и решает проследить за ним. В подвале он застаёт Стефана открывшим холодильник, забитый пакетами с донорской кровью. Дэймон просит Стефана быть осторожнее, так как раньше у него уже были проблемы с самоконтролем. Бонни возвращается в Мистик-Фоллс, чему Елена очень рада, но разговаривать молодая ведьма с ней не хочет, так как она всё ещё винит Стефана в смерти её бабушки. Джон пытается заставить Дэймона найти некое устройство, изготовленное предком Гилбертов, которое, по его словам, находится у Перл. Дэймон, несмотря на все угрозы, отказывается с ним сотрудничать. Елена приглашает Стефана сопровождать её на конкурс «Мисс Мистик-Фоллс». Джереми рассказывает Анне, что прочитал дневник Елены и теперь всё знает. Анна признаётся ему, что сначала она его использовала, но теперь всё по-другому. На конкурсе Дэймон рассказывает, что Стефан пьёт человеческую кровь, после чего у Елены со Стефаном происходит серьёзный разговор. Не справившись с эмоциями и жаждой, он похищает одну из конкурсанток. В момент представления Елены он находится на парковке, изливая душу похищенной девушке. Спасая положение, его место рядом с Еленой занимает Дэймон. После обязательного танца они направляются искать Стефана. Дэймон находит его на стоянке, он пьёт кровь девушки. Дэймон пытается остановить его, но Стефан сильнее его. Бонни, используя свои силы, прогоняет Стефана, и девушка остаётся в живых. Дэймон получает от Перл устройство, изготовленное Джонатаном Гилбертом. Елена расстроена состоянием Стефана, но у неё есть план его спасения. Она вкалывает ему вербену, и они с Дэймоном запирают его в подвале дома Сальваторе. |            |                                                      |                  |                                               |                  |                     |
| 20 | 20         | «Братья по крови» «Blood Brothers»                   | Лиз Фредлендер   | Кевин Уильямсон и Джули Плек                  | 29 апреля 2010   | 3,39                |
| Заключённый в подвале, Стефан понимает, что именно на нём лежит вся ответственность за то, каким стал Дэймон. Много лет назад он сам сделал выбор за себя и в то же время подтолкнул своего брата к жизни вампира. В то время когда Стефан заперт в подвале, Дэймон рассказывает Елене о своём прошлом. Оказывается, братья Сальваторе были застрелены собственным отцом при попытке спасти Кэтрин, оказавшуюся в плену горожан. Благодаря крови Кэтрин, Стефан и Дэймон возродились. Стефан первым попробовал человеческую кровь, его жертвой стал отец, с которым он пришёл попрощаться. Дэймон хотел умереть, но Стефан заставил его выпить человеческой крови. С самого начала новой жизни Дэймон возненавидел брата за то, что тот помог ему закончить обращение. Между Джереми и Анной продолжают развиваться бурные отношения, их дружба перерастает в любовь. Аларик и Дэймон отправляются на поиски Изабель – матери Елены. Джон пытается забрать у Перл устройство, изготовленное Гилбертом, но она рассказывает ему, что уже отдала его Дэймону. После разговора с Джоном Перл решает уехать из Мистик-Фоллс, но Анна хочет остаться. Джон убивает Перл и звонит шерифу, чтобы рассказать новую информацию о вампирах. Елена очень переживает за Стефана, но все попытки помочь ему заканчиваются провалом. Стефан решил, что единственным и правильным решением будет его смерть. Именно такой выбор он должен был сделать ещё в 1864 году. Он, не взяв своё защищающее от солнца кольцо, отправляется на берег реки встретить последний в своей жизни рассвет. Но здесь его находит Елена и убеждает, что нужно продолжать бороться за свою жизнь. Дэймон говорит Стефану, что он его ненавидит не за то, что он обратил его в вампира, а за то, что ему пришлось делить между ними воображаемую любовь к Кэтрин. Аларик проводит время в баре, напиваясь, чтобы забыть Изабель, но та неожиданно появляется в Мистик-Фоллс. |            |                                                      |                  |                                               |                  |                     |
| 21 | 21         | «Изабель» «Isobel»                                   | Дж. Миллер Тобин | Кэролайн Драйз и Брайан Янг                   | 6 мая 2010       | 3,31                |
| Вернувшаяся в город Изабель требует, чтобы Аларик устроил ей встречу с дочерью. Аларик грубо отказывает ей, после чего Изабель ставит его перед выбором: либо он передаёт сообщение Елене, либо она начинает убивать жителей города Мистик-Фоллс одного за другим. Аларик, собрав братьев Сальваторе и Елену, рассказывает им о случившемся. Также выясняется, что Джон и Изабель работают вместе с целью найти изобретение Гилберта. Елена соглашается на встречу, но в процессе разговора Изабель отказывается отвечать на вопросы Елены, её цель - достать таинственное изобретение Гилберта, и она показывает, что не остановится ни перед чем. Дэймон идёт к Изабель, требуя оставить в покое Елену, она же признаётся ему, что работает на Кэтрин, и скорее всего, находится под внушением. После разговора с Дэймоном Изабель даёт понять Елене, что если не получит изобретение, то будет убивать всех знакомых Елены. Первой жертвой становится Мэтт, на руку которого упал подиум. Изабель берёт в плен Джереми, а также дядю Елены - Джона. Действия Изабель приводят к тому, что Стефан, Дэймон и Бонни вмешиваются, чтобы помочь Елене. Угрожая Джону и Джереми, Изабель заставляет Дэймона отдать ей устройство и сообщает Елене, что Дэймон влюблён в неё. Елена передаёт Изабель изобретение Гилберта, Джереми с Джоном отправляются домой. Джереми рассказывает Елене, что он знает всю правду и очень зол на неё. Изабель внушает Аларику забыть о ней и оставляет ему магическое кольцо. Анна приходит к Джереми в слезах, говоря, что её мать мертва, и ей больше некуда идти. Изабель оставляет у двери Джона конверт, в котором находится устройство, изготовленное Гилбертом, с помощью которого Джон собирается уничтожить всех вампиров в Мистик-Фоллс. |            |                                                      |                  |                                               |                  |                     |
| 22 | 22         | «День основателей» «'Founder's Day'»                 | Маркос Сига      | Брайан О, Эндрю Чемблисс                      | 13 мая 2010      | 3,47                |
| В Мистик-Фоллс наступил самый любимый и ожидаемый праздник для всех горожан – День Основателей. Все заняты подготовкой к празднику, в этом году он обещает быть самым красочным за всю историю города. Стефан волнуется по поводу отношения Дэймона к Елене, но ей не до этого, так как сама она беспокоится о Джереми. Анна говорит Джереми, что ей придётся уехать из города, так как на вампиров начал охоту Джон Гилберт, убивший её мать. Анна предлагает уехать из города вместе, обратив Джереми в вампира, но тот ещё не готов поддержать её планы. Джон Гилберт и основатели собрались уничтожить всех вампиров, и для этого выдаётся удачный момент – праздничный фейерверк, во время которого вампиры, освободившиеся из гробницы, готовят своё нападение на потомков основателей города. С помощью устройства, изготовленного его предком – Джонатаном Гилбертом, Джон может на короткое время лишить вампиров сил, тем самым вычислить их. Кэролайн пытается помочь Мэтту наладить отношения с Тайлером. Аларик и Дэймон пытаются уговорить Джона не делать того, что он собирается, но это его не останавливает, и его план по уничтожению вампиров воплощается в жизнь. Джон включает устройство. Помощники шерифа заключают в подвал здания, принадлежащего Гилбертам, всех подозрительно ведущих себя людей. Там же оказывается Дэймон, Анна и мэр Локвуд. Джон убивает Анну на глазах Дэймона и поджигает подвал и заключённых там людей. С помощью Бонни, освободившей от огня проход в подвал, Стефан спасает Дэймона. Мэтт, Тайлер и Кэролайн, пытаясь укрыться от хаоса, попадают в автомобильную катастрофу, в результате чего Кэролайн оказывается в больнице в тяжёлом состоянии. Дэймон рассказывает Джереми, что Анна сгорела вместе со всеми вампирами, и предлагает вновь стереть ему память, но Джереми отказывается. Он, раздавленный потерей ещё одного любимого человека, решает свести счёты с жизнью. Выпив вампирской крови, которую ему оставила Анна, он принимает большую дозу лекарств. Дэймон, наконец, получил поцелуй от Елены, но на самом деле это была не она, а старая возлюбленная обоих братьев – Кэтрин. |            |                                                      |                  |                                               |                  |                     |